# مسعود آذرنوش

مسعود آذرنوش (متولد ۱۳۲۴کرمانشاه - وفات ۱۳۸۷ تهران) باستان‌شناس ایرانی.
او از استادان و پژوهشگران سرشناس باستان‌شناسی ایران است. وی دانش‌آموختهٔ کارشناسی ارشد در رشته باستان‌شناسی و تاریخ هنر از دانشگاه تهران است. در سال ۱۳۵۲ از این دانشگاه فارغ‌التحصیل شد و در سال ۱۳۶۸ از دانشگاه کالیفرنیا دکترای باستان‌شناسی گرفت. دکتر مسعود آذرنوش روز پنجشنبه ۷ آذرماه ۱۳۸۷ در پی بازگشت از مأموریت همدان بر اثر حمله قلبی درگذشت.
وی در زمان ریاست خود در پژوهشکده باستان‌شناسی تغییرات اساسی انجام داد که باعث پیشرفت و بهبود باستان‌شناسی کشور ایران شده‌است. وی برای نسل جوان باستان‌شناسان امکان ورود به تشکیلات باستان‌شناسی را ایجاد کرد و در سایه حمایت‌های او بود که پژوهش‌های جدیدی خصوصاً در زمینه پیش از تاریخ در ایران شکل گرفت.
یکی از اقدامات مهم او ایجاد کتابخانه تخصصی در پژوهشکده باستان‌شناسی است. دکتر آذرنوش از پژوهش‌های میان‌رشته‌ای بسیار حمایت کرد. وی همچنین امکان فعالیت‌های گسترده باستان‌شناسان خارجی را در غالب هیات‌های مشترک در ایران فراهم کرد که علاوه بر نتایج علمی، منجر به آموزش باستان‌شناسان جوان ایرانی شدند.

## فعالیت‌ها و تالیفات
- رئیس پژوهشکده باستان‌شناسی پژوهشگاه سازمان میراث فرهنگی و گردشگری ایران از سال۱۳۷۹ تا ۱۳۸۵
- تألیف کتاب The sasanian Manor House at Hajiabad، Iran. دانشگاه تورین _ ۱۹۹۴
- مشاور پژوهشگاه باستان‌شناسی سازمان میراث فرهنگی، صنایع دستی و گردشگری ایران تا قبل از فوت در آذر ۱۳۸۷.
- انتشار دهها مقاله باستان‌شناسی در نشریات تخصصی داخلی و خارجی به زبان‌های فارسی، انگلیسی و فرانسه (۱۳۸۲-۱۳۵۳)